# Албанија на Европском првенству у атлетици у дворани 2011.
Албанија је учествовала на 31. Европском првенству у дворани 2011 одржаном у Паризу, Француска, од 4. до 6. марта. Ово је било седмо европско првенство у атлетици у дворани од 1992. године када је Албанија први пут учествовала, а од 2005. је редован учесник. Репрезентацију Албаније представљало је двоје (1 мушкарац и 1 жена) који су се такмичили у 2 дисциплине.
На овом првенству представници Албаније нису освојили ниједну медаљу, нити су оборили неки рекорд.

## Учесници
| Бр. | Дисциплина | Мушкарци    | Жене | Укупно |
| --- | ---------- | ----------- | ---- | ------ |
| 1   | 800 м      | Љуиза Гега  | 2    |        |
| 2   | Скок удаљ  | Адмир Брегу |      | 1      |
|     | Укупно (2) | 2           | 1    | 3      |

### Мушкарци
| Атлетичар   | Дисциплина | Лични рекорд | Квалификације | Квалификације | Полуфинале | Полуфинале | Финале               | Финале  | Детаљи                                 |
| Атлетичар   | Дисциплина | Лични рекорд | Резултат      | Место         | Резултат   | Место      | Резултат             | Место   | Детаљи                                 |
| ----------- | ---------- | ------------ | ------------- | ------------- | ---------- | ---------- | -------------------- | ------- | -------------------------------------- |
| Адмир Брегу | скок удаљ  | 7,66 НР      | 7,06          | 15 u gr. 1    |            |            | Није се квалификовао | 29 / 30 | Архивирано на веб-сајту (29. јул 2012) |

### Жене
| Атлетичарka | Дисциплина | Лични рекорд | Квалификације | Квалификације | Полуфинале            | Полуфинале            | Финале                | Финале       | Детаљи                                 |
| Атлетичарka | Дисциплина | Лични рекорд | Резултат      | Место         | Резултат              | Место                 | Резултат              | Место        | Детаљи                                 |
| ----------- | ---------- | ------------ | ------------- | ------------- | --------------------- | --------------------- | --------------------- | ------------ | -------------------------------------- |
| Љуиза Гега  | 800 м      | 2:08,18 НР   | 2:08,75       | 5 у гр. 1     | није се квалификовала | није се квалификовала | није се квалификовала | 15 / 17 (21) | Архивирано на веб-сајту (16. јул 2011) |